# Yassin Ayoub
Yassin Ayoub (* 6. března 1994, Al Hoceima, Maroko) je nizozemský fotbalový záložník marockého původu, který v současné době působí v klubu Feyenoord Rotterdam.

## Reprezentační kariéra

### Mládežnické reprezentace
Yassin Ayoub prošel nizozemskými mládežnickými reprezentacemi U17, U18, U19 a U21.
S týmem do 17 let vyhrál v roce 2011 Mistrovství Evropy U17 konané v Srbsku, kde Nizozemsko porazilo ve finále Německo 5:2. Ve stejném roce hrál i na Mistrovství světa hráčů do 17 let v Mexiku, kde mladí Nizozemci vyhořeli a obsadili s jedním bodem poslední čtvrté místo v základní skupině A.

Zúčastnil se Mistrovství Evropy hráčů do 19 let 2013 v Litvě, kde mladí Nizozemci skončili na nepostupové třetí příčce základní skupiny A.